# محمود عباس‌زاده
محمود عباس‌زاده مشکینی (زاده ۱۳۴۸) سیاستمدار و روزنامه‌نگار ایرانی است که از فعالان دانشجویی دهه شصت و از اعضای قدیمی جامعه اسلامی دانشجویان است.

## سمت‌ها
وی در دوره استانداری محمود احمدی‌نژاد در استان اردبیل،  مدیر کل امور شهری و روستایی استانداری اردبیل بود. شروع دوران مدیریت وی در استان تهران با مدیریت مؤسسه موسیقی و سرود صدا و سیما بوده‌است. عباس‌زاده دبیری کمیته رسانه‌ای محمود احمدی‌نژاد در انتخابات ریاست‌جمهوری سال ۱۳۸۴ بود و در سال ۱۳۸۵ با حکم مصطفی پورمحمدی وزیر وقت کشور به سمت مدیر کل سیاسی وزارت کشور منصوب شد. همچنین او نماینده ایران در مجامع جهانی میثاق‌های بین‌المللی حقوقی، مدنی و سیاسی بوده‌است.
در سال ۱۳۹۱ عباس‌زاده به سمت استاندار ایلام منصوب شد. وی پس از یکسال توانست لوح زرین استانداران کشور را نصیب خود کند. در تیر ماه سال ۱۳۹۳ محمود عباس‌زاده از سوی محمدجواد لاریجانی به سمت مشاور رئیس ستاد حقوق بشر قوه قضائیه منصوب شد که تا سال ۱۳۹۸ در این سمت فعالیت داشت.
در انتخابات مجمع استانداران کشور در سال ۱۳۹۵، محمود عباس‌زاده به همراه اسماعیل نجار، حمید حاج عبدالوهاب، سید احمد نصری و کرم‌رضا پیریایی به‌عنوان‌ اعضای اصلی هیئت رئیسه مجمع استانداران کشور انتخاب شدند.

### مجلس یازدهم
در انتخابات یازدهمین دوره مجلس شورای اسلامی، محمود عباس‌زاده، با کسب ۴۵ درصد آراء مأخوذه، از حوزه انتخابیه مشکین‌شهر نماینده مجلس شد. وی در دوره نمایندگی عضو کمیسیون امنیت ملی و سیاست خارجی مجلس بود.

## تحریم آمریکا و اتحادیه اروپا
در ۱۸ مهر ۱۳۹۰، آمریکا و اتحادیه اروپا محمود عباس‌زاده را به اتهامات حقوق بشری تحریم کردند. بر اساس بیانیه اتحادیه اروپا، اداره کل سیاسی وزارت کشور، پس از اعتراضات به نتایج انتخابات سال ۱۳۸۸ مجوز برگزاری تجمعات اعتراضی را صادر نکرد. در این بیانیه همچنین به مسئولیت رئیس کمیسیون ماده ۱۰ احزاب در ارجاع پرونده تخلفات دو حزب جبهه مشارکت ایران اسلامی و سازمان مجاهدین انقلاب اسلامی به دادگاه اشاره شده‌است که نهایتاً دادگاه رأی به تعلیق مجوز فعالیت این دو حزب داد.

### واکنش وی
او با تأکید بر اینکه ذلت در دوستی با شیطان است اظهار کرد که افتخار می‌کند اسمش در صدر لیست تحریم آمریکا و هم‌پیمانانش قرار گرفته‌است واگر اروپایی ها و انگلیسی ها در بانک های خودشان اموالی به اسم بنده پیدا کردند به آنها توصیه می‌کنم آن اموال را در انگلیس و آمریکا به نفع معترضین و قربانیان اقتصاد سرمایه‌داری لیبرال که در وال‌استریت و بورس لندن تجمع کرده اند ، هزینه کنند.